# If I Can Dream
"If I Can Dream" é uma canção feita especialmente para a volta de Elvis Presley às apresentações ao vivo em 1968. É considerada pela crítica como sendo uma das letras mais bonitas de toda a sua carreira, alguns a consideram uma poesia popular.
Essa é a música que fechou o especial quando foi ao ar na NBC no dia 3 de dezembro de 1968, é tido como um momento de grande inspiração de Elvis Presley. Também é tida como uma das músicas mais difíceis de se interpretar, tanto pela sua letra de alto nível, como também, pelo tom correto que o cantor deve imprimir. "If I Can Dream" foi lançada em single com "Edge of Reality" no "lado-B", este que é considerado um de seus melhores singles em toda a sua carreira.
Essa canção foi criada em uma época muito turbulenta tanto na história dos Estados Unidos, como também, em certa medida, no mundo. Durante os ensaios para o especial de TV daquele ano, Elvis e o diretor Steve Binder conversavam sobre o assassinato de Martin Luther King e neste interim, Binder sentiu que Elvis falava com honestidade sobre a situação que o mundo atravessava, com isso, depois de encerrada a conversa, Binder ligou para Brown, que na época era o compositor da NBC e pediu que ele criasse uma canção com esse tema.
Brown e o regente da Orquestra da NBC, Billy Goldenberg se uniram na criação dos arranjos da canção. Na mesma noite Binder recebeu um telefonema sendo informado da concretização da canção. Alguns dias depois, ambos mostraram-na a Binder. Ao piano Goldenberg tocou a canção e Brown cantou, logo após, Elvis a ouviu duas vezes, não pairando dúvidas sobre a qualidade da canção, Elvis afirmou que iria gravá-la.

## Certificações
| Região                                              | Certificação | Vendas   |
| --------------------------------------------------- | ------------ | -------- |
| Reino Unido (BPI)                                   | Ouro         | 400,000^ |
| Estados Unidos (RIAA)                               | Ouro         | 500,000^ |
| ^números de vendas baseados somente na certificação |              |          |